# Robert Hubert Willem Regout
Robert Hubert Willem Regout (Maastricht, 18 januari 1896 – Dachau, 28 december 1942) was een Nederlands jezuïet, rechtsgeleerde en verzetsstrijder tijdens de Tweede Wereldoorlog.

## Opleiding en werkzaamheden
Robert Regout was een telg uit de bekende Maastrichtse fabrikantenfamilie Regout. Hij was de tweede zoon van minister Louis Hubert Willem Regout (1861-1915) en Wilhelmina Joanna Everard (1868-1956). Hij groeide op in de ouderlijke villa Kruisdonk, destijds gemeente Meerssen. Als jongeman volgde hij een gymnasiumopleiding aan het Sint-Willibrorduscollege in Katwijk aan den Rijn. Tijdens zijn verblijf op dit jezuïeteninternaat koos hij voor een geestelijke loopbaan. Op verzoek van zijn vader behaalde hij eerst zijn kandidaatsexamen rechten aan de Universiteit Leiden, waarna hij op 5 januari 1915 intrad bij de jezuïeten. Na drie jaar noviciaat in Grave volgde de scholastiekopleiding aan het Collegium Berchmanianum in Oudenbosch, die vervolgd werd met de vierjarige theologieopleiding aan het Canisianum in Maastricht. In 1927 werd hij tot priester gewijd. Na enige tijd leraar te zijn geweest aan het jezuïetengymnasium in Katwijk aan de Rijn, werd hij in 1929 docent aan het Berchmanianum in Nijmegen en studentenmoderator aan de Katholieke Universiteit in die stad. In 1934 promoveerde hij aan de Nijmeegse universiteit over de leer van de rechtvaardige oorlog. Vanaf 1939 was hij hier buitengewoon hoogleraar volkenrecht.

## Tijdens de Tweede Wereldoorlog
Toen de oorlog uitbrak reisde Regout stad en land af om advies te geven over de ontstane situatie. Hij riep op tot verzet en besprak de mogelijkheden hiertoe. Hij adviseerde universiteiten om een rechte rug te houden tegenover de Duitse bezetter. In juni 1940 verscheen een artikel van zijn hand geheten "De rechtstoestand in bezet gebied". Hierin werd helder uiteengezet welke rechten de bezetter in dit gebied volgens het Haags Landoorlogsreglement kon doen gelden en welke niet. Dit alles wekte bij de Duitsers wrevel en achterdocht, omdat de jurist Regout met zijn kennis van zaken afbreuk kon doen aan hun plannen met bezet Nederland. De bezetter verdacht hem er bovendien van contact te onderhouden met Friedrich Muckermann, een van de leiders van het Katholieke verzet die in 1934 Duitsland ontvlucht was. Wegens zijn kritische houding ten aanzien van het naziregime werd een poging gedaan hem eind juni 1940 te arresteren. Regout was die dag afwezig, maar besloot zich een dag later te melden. De ernst van de situatie drong niet direct tot hem door. Zo vroeg hij Gestapo of het goed was dat hij eerst zijn fiets liet repareren.
Er volgde een lange tijd van gevangenschap in Arnhem, Berlijn en uiteindelijk het concentratiekamp te Dachau, waar hij vele lotgenoten moreel bijstond. Uiteindelijk stierf hij in Dachau in 1942. Tien dagen voor zijn dood schreef hij in zijn testament: 
"Als Onze Lieve Heer het 'offer' van mijn leven vraagt, dan met grote vreugde voor geloof en vaderland en bijzonder voor studenten en professoren van de Nijmeegse universiteit."

## Nalatenschap

### Gedenktekens
In de grafkapel van de familie Louis Regout op de Algemene Begraafplaats Tongerseweg in Maastricht bevindt zich een marmeren gedenkplaat voor Robert Regout. De kapel is om die reden een gemeentelijk oorlogsmonument. In de Maastrichtse Jezuïetenberg, een ondergrondse mergelgroeve die door de jezuïeten is ingericht als museum van religieuze kunst, kwam in 1946-47 een gedachteniskapel tot stand met een wandschildering waarop de namen van vijf in de oorlog omgekomen jezuïeten zijn aangebracht, waaronder Robert Regout.
In de Radboud Universiteit in Nijmegen bevinden zich twee plaquettes met namen van oorlogsslachtoffers, waarbij Robert Regout wordt vermeld. Zowel in de doopkapel van de Sint-Martinuskerk in Wyck-Maastricht als in de gedachteniskapel van de Molenstraatkerk in Nijmegen hangen geschilderde portretten van Robert Regout.
In september 2015 werd in de Gedenkstätte Dachau een bronzen plaquette aangebracht ter herinnering aan Robert Regout. Op de plaquette staat zijn portret en een citaat (in het Nederlands en Engels) uit zijn inaugurele rede bij de aanvaarding van zijn hoogleraarschap in Nijmegen: "Met inzet van al zijn krachten het recht en de waarheid te helpen vestigen in deze wereld". Op 17 maart 2018 werd in de kapel van de grafkelder van de familie Regout in Meerssen een kopie van deze plaquette onthuld.

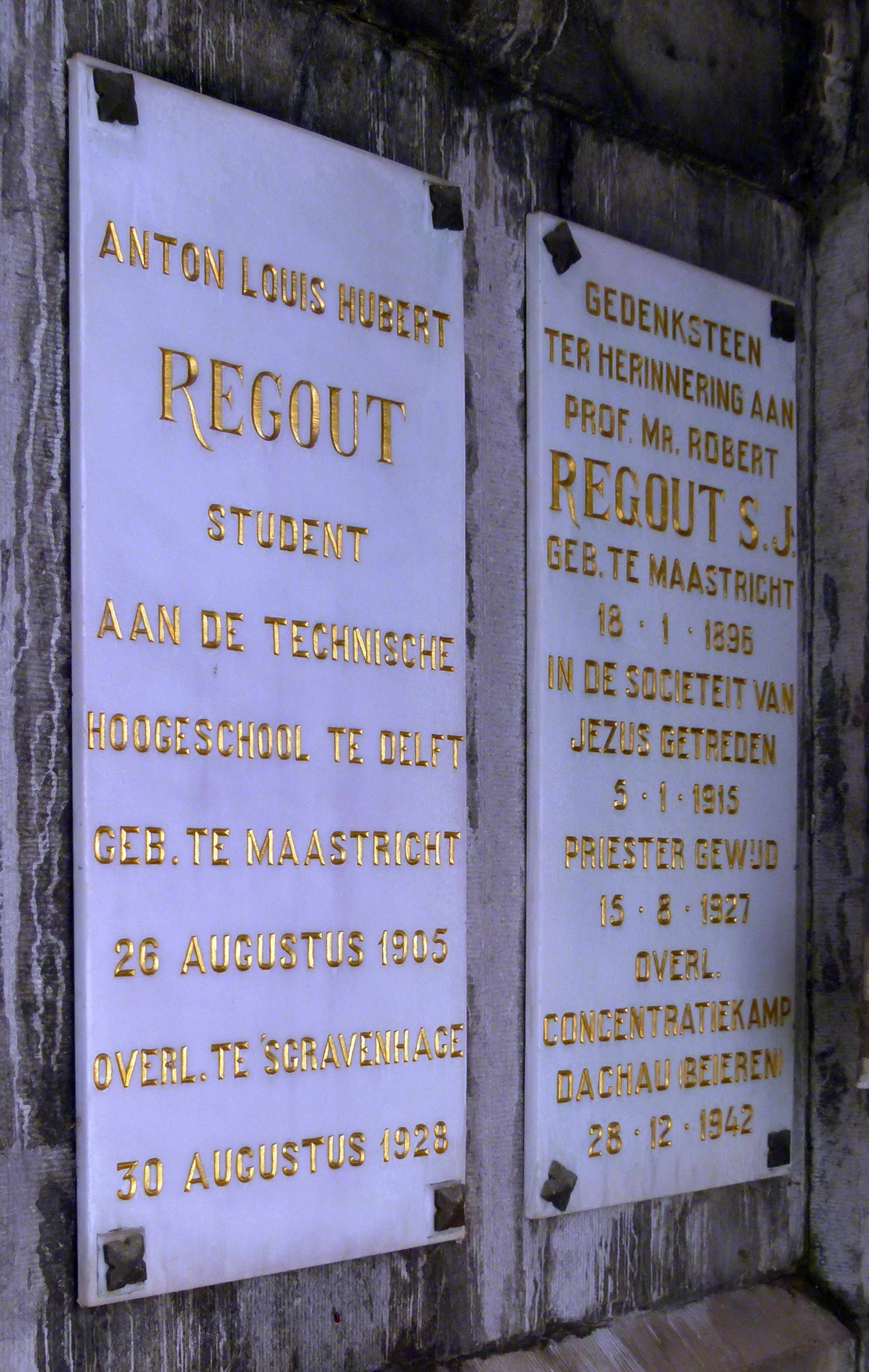
Gedenkplaat familiegraf Algemene Begraafplaats Tongerseweg, Maastricht
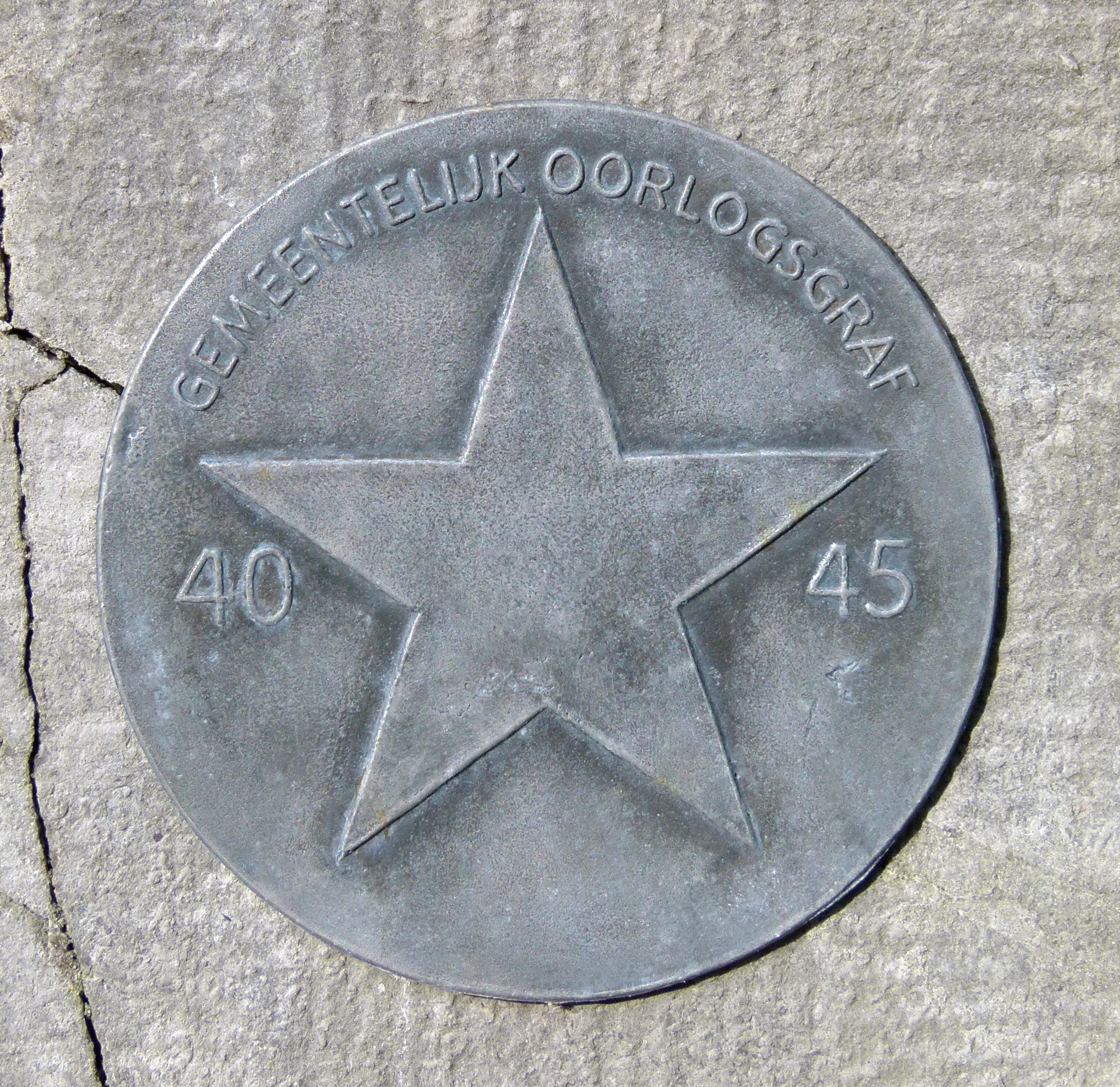
Aanduiding oorlogsgraf Algemene Begraafplaats Tongerseweg, Maastricht
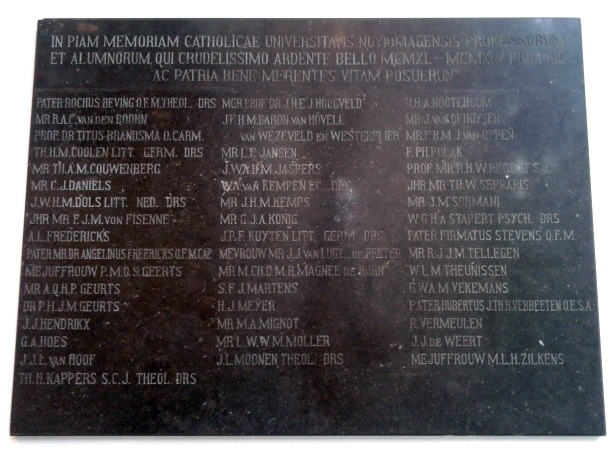
Plaquette aula Radboud Universiteit Nijmegen

### Robert Regout-lezing
Op 15 mei 2006 is door minister Piet Hein Donner in de aula van de Radboud Universiteit te Nijmegen onder de titel "Vestigen van recht en waarheid in deze wereld" de eerste Robert Regout-lezing uitgesproken. De tekst is gepubliceerd in het tijdschrift Streven. De Robert Regout-lezing wordt sindsdien jaarlijks georganiseerd ter nagedachtenis aan Regout en zijn gedachtegoed.
Op 9 mei 2007 heeft de voormalige bijzonder gezant van de Verenigde Naties voor Soedan en oud-minister voor Ontwikkelingssamenwerking Jan Pronk in de aula van genoemde universiteit de tweede Robert Regoutlezing uitgesproken. Hierin stond de toestand in de wereld en in het bijzonder de noodzaak van VN-hervorming centraal. De lezing is nadien gepubliceerd in het tijdschrift Vrede en Veiligheid.
Op vrijdag 28 maart 2008 sprak generaal Dick Berlijn, toenmalig commandant der Nederlandse strijdkrachten, de derde Robert Regoutlezing uit. Hij beklemtoonde de noodzaak om meer te denken in termen van conflictpreventie, en bepleitte onder meer de oprichting van een internationale focusgroep. De rede is in verkorte vorm gepubliceerd in het dagblad Trouw.
De vierde Robert Regoutlezing werd op 23 maart 2010 gehouden door Ad van Luyn, onder de titel 'Waar lag de fout? Sociaal-ethische orientatie in de financieel-economische crisis'.